# Weißenbrunn

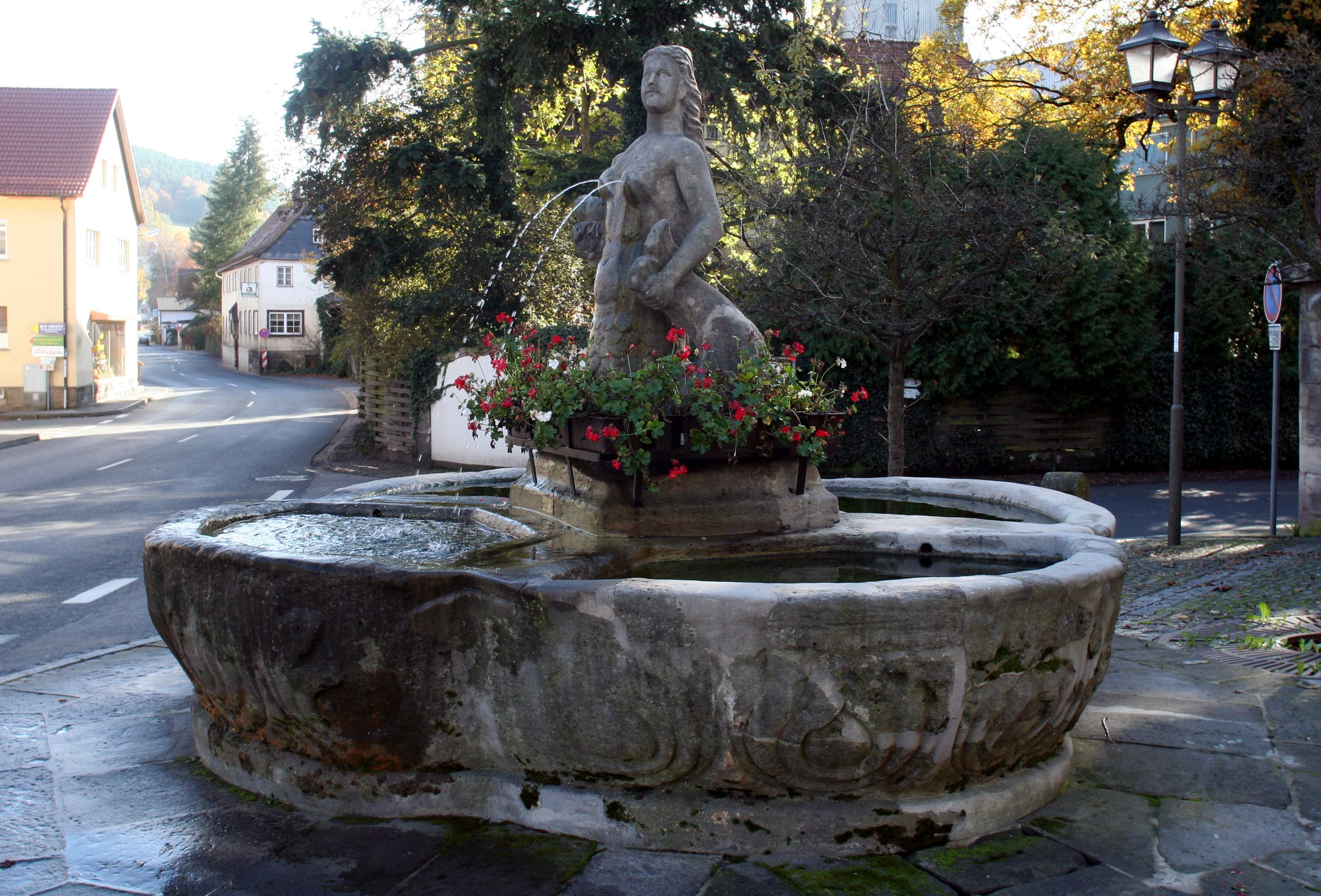
Jungferkättlbrunnen

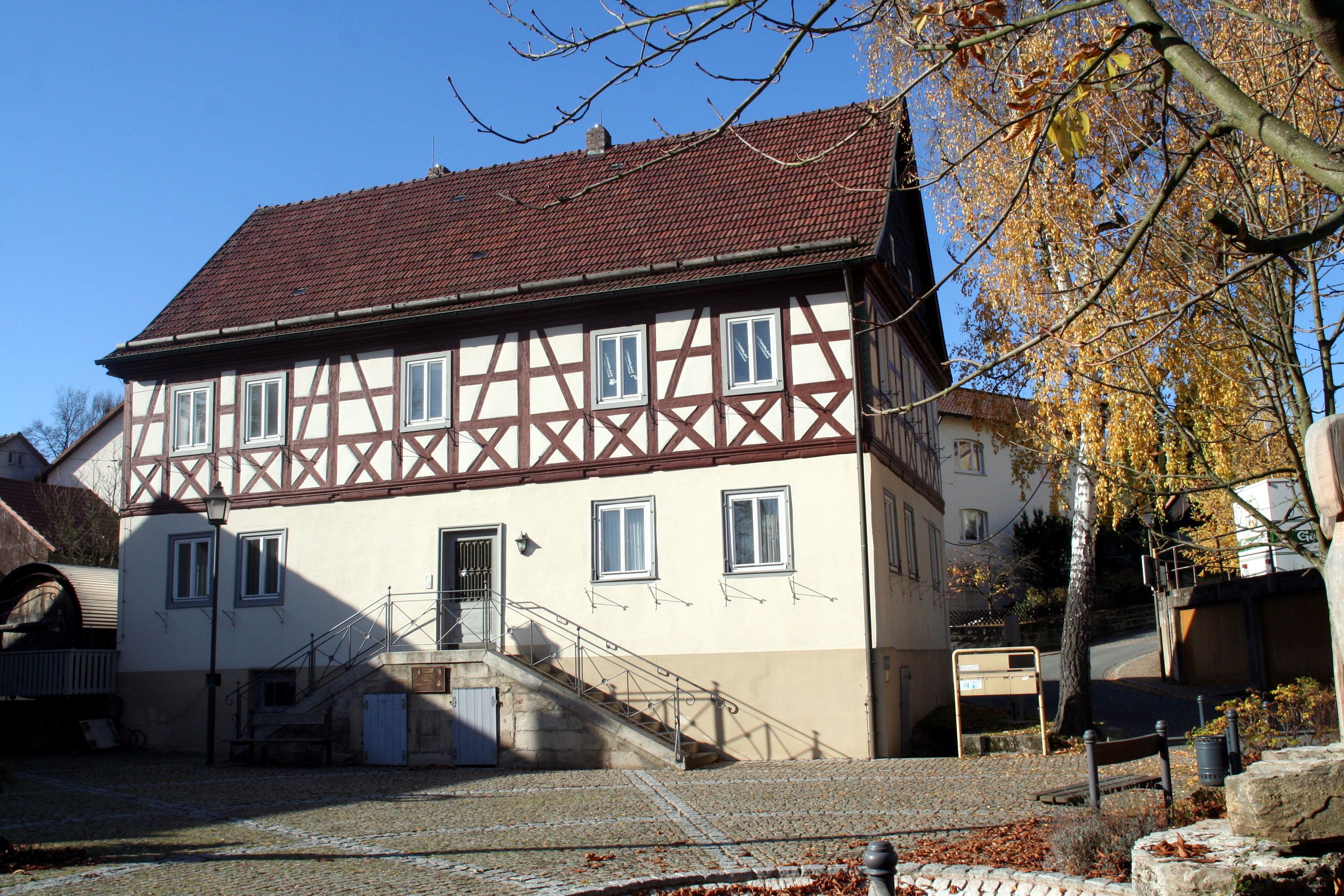
Altes Rathaus

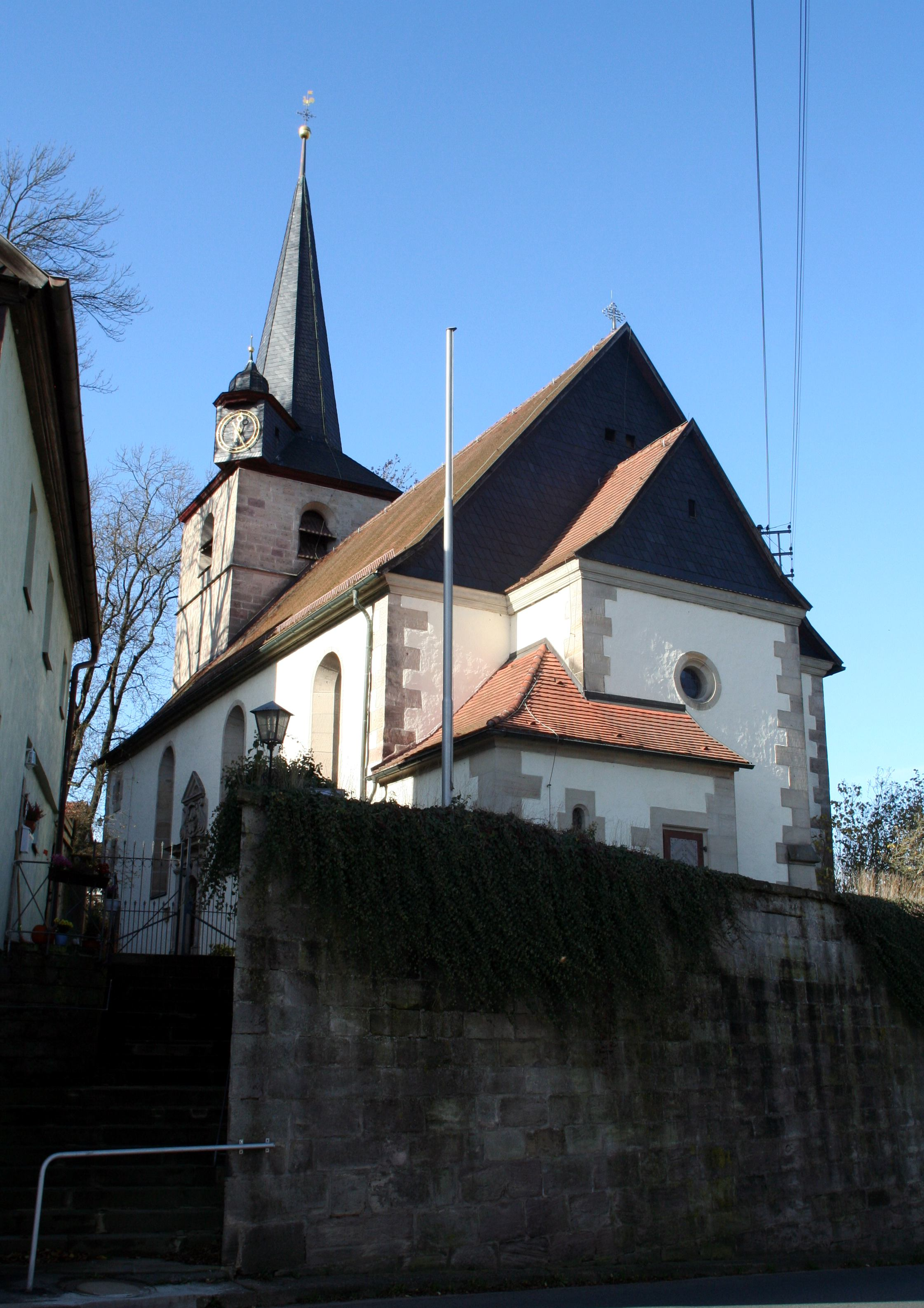
Evangelische Dreieinigkeitskirche

Weißenbrunn ist eine Gemeinde im Landkreis Kronach (Oberfranken, Bayern).

## Geographie

### Geographische Lage
Weißenbrunn liegt am südwestlichen Rand des Frankenwaldes im Tal des Leßbachs an der Bier- und Burgenstraße (B 85) zwischen Kronach und Kulmbach. Es ist von bis zu 500 Meter hohen, dicht bewaldeten Bergen eingerahmt.
Kurz hinter Gössersdorf entspringt der Leßbach, der sich durch Weißenbrunn, Reuth und Hummendorf schlängelt. Wildenberg liegt hoch über Weißenbrunn und dem Rodachtal; Thonberg breitet sich hauptsächlich in einer Hanglage über Reuth aus.

### Gemeindegliederung
Die Gemeinde Weißenbrunn hat 29 Gemeindeteile (in Klammern ist der Siedlungstyp angegeben):
- Böhlbach (Einöde)
- Buch (Einöde)
- Eichenbühl (Dorf)
- Flöhberg (Einöde)
- Friedrichsburg (Dorf)
- Gössersdorf (Kirchdorf)
- Grün (Dorf)
- Hohenwart (Einöde)
- Holzhaus (Einöde)
- Hummendorf (Kirchdorf)
- Kaltbuch (Einöde)
- Neuenreuth (Dorf)
- Neutennig (Einöde)
- Obertennig (Einöde)
- Plösenthal (Einöde)
- Rangen (Einöde)
- Reuth (Dorf)
- Rucksgaße (Einöde)
- Rucksmühle (Einöde)
- Sachspfeife (Weiler)
- Schaufel (Einöde)
- Schleyreuth (Dorf)
- Schlottermühle (Weiler)
- Sorg (Einöde)
- Thonberg (Dorf)
- Untertennig (Einöde)
- Weißenbrunn (Pfarrdorf)
- Wildenberg (Dorf)
- Wustung (Einöde)

Auf dem Gemeindegebiet befanden sich noch weitere Orte, die mittlerweile alle Wüstungen sind:
- Lochhaus
- Mittlere Schneidmühle
- Obere Schneidmühle
- Schieferhaus
- Schiefermühle
- Steinbrunn
- Untere Schneidmühle

## Geschichte

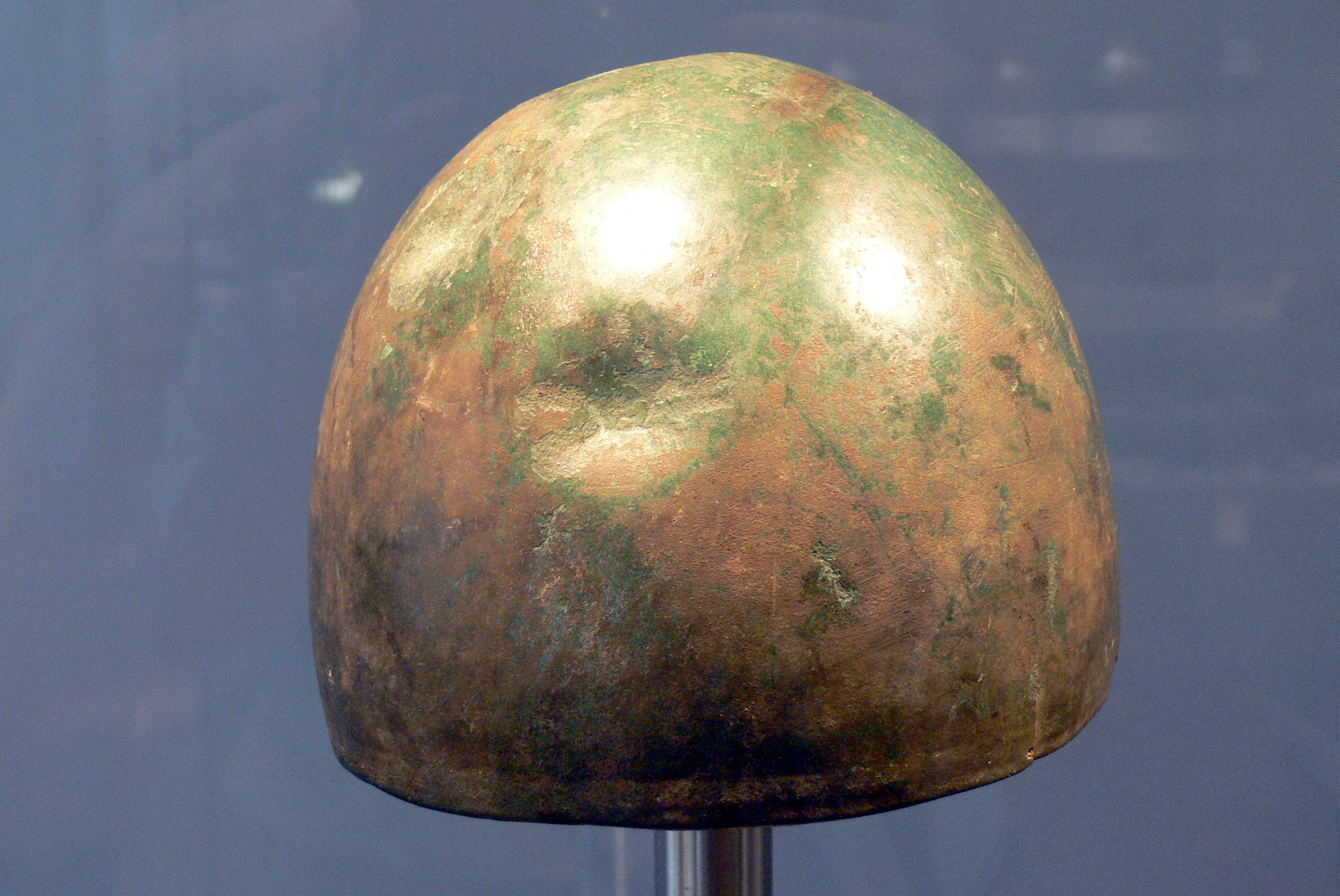
Bronzehelm der Urnenfelderzeit aus Thonberg im Germanischen Nationalmuseum in Nürnberg

### Frühgeschichte
Auf einer Terrasse über der Rodach bei Hummendorf konnten ergiebige steinzeitliche Bodenfunde, die zwischen 50.000 und 20.000 v. Chr. datiert werden, gesichert werden.
Um 1900 wurden bei Wildenberg Waffen und Schmuck gefunden, die in der Archäologischen Staatssammlung in München ausgestellt werden. Es wird vermutet, dass sie aus einem Hügelgrab der frühesten Bronzezeit um 1500 v. Chr. stammen. Der spätere Fund einer Lanzenspitze wurde in die Frühhallstattzeit, etwa um 1200 v. Chr. datiert.
Der sogenannte Thonberger Helm, ein bronzener Kappenhelm ist im Germanischen Nationalmuseum in Nürnberg ausgestellt. Der in die Zeit der Urnenfelderkultur um 1200 v. Chr. datierte Helm wurde 1906 von einer Frau im Thonberger Gemeindeteil Sachspfeife beim Umgraben eines Gemüsebeets gefunden und achtlos in eine angrenzende Sandgrube geworfen. Ein Alteisenhändler erwarb das vermeintlich wertlose schalenförmige Metallgebilde, das später für 1500 Goldmark an das Nationalmuseum verkauft wurde. Der im Gussverfahren hergestellte und mit dem Hammer nachbearbeitete Helm, dessen Form einem seitlich zusammengedrückten Kegelabschnitt entspricht, misst 16 Zentimeter in der Höhe, 22 Zentimeter im größeren Durchmesser und 17 Zentimeter im kleineren. Die Wandstärke schwankt zwischen drei und vier Millimetern. Um den Rand herumlaufende Löcher dienten vermutlich zur Befestigung eines Futters. Eine Nachbildung wird in einer Vitrine im Rathaus Weißenbrunn gezeigt.
Diese Funde dürften lediglich Spuren einer frühen Begehung durch Jäger und Sammler oder Relikte durchziehender Krieger gewesen sein, sicherlich nicht aber Zeugnisse einer frühen Besiedlung, da dafür weitere Funde und Belege fehlen.

### Bis zur Gründung der heutigen Gemeinde
Der Ort wurde in einer Urkunde aus dem 13./14. Jahrhundert als „Wizenbrunnen“ erwähnt. Der Ortsname leitet sich von einem Flurnamen ab mit der Bedeutung helle Quelle.
Bis auf Gössersdorf waren die Gemeindeteile über Jahrhunderte durch die überwiegende Grundherrschaft des Rittergeschlechts derer von Redwitz und der mit ihnen stammesverwandten Marschalk von Ebneth zu Wildenberg geprägt. Auch in Gössersdorf hatten die von Redwitz beziehungsweise das adelige Rittergut Weißenbrunn Besitz.
Gegen Ende des 18. Jahrhunderts gab es in Weißenbrunn 54 Anwesen. Das Hochgericht übte das Rittergut Weißenbrunn aus, es hatte aber ggf. an das bambergische Centamt Kronach auszuliefern. Die Dorf- und Gemeindeherrschaft hatte das Rittergut Weißenbrunn inne. Grundherren waren
- das Rittergut Weißenbrunn (34 Anwesen: 1 Gut, 2 Gütlein, 4 Fronsölden, 3 Wirtshäuser, 17 Tropfhäuser, 1 halbes Tropfhaus, 5 Häuser, 1 Mahl- und Schneidmühle),
- das Rittergut Ebneth (4 Anwesen: 2 Fronsölden, 1 Tropfhaus, 1 Haus),
- die bambergische Verwaltung Wildenberg (8 Anwesen: 7 Gütlein, 1 Gütlein mit Wirts- und Bräuhaus),
- das Domkapitel Bamberg (3 Gütlein)
- das Spital Kronach (5 Anwesen: 4 Gütlein, 1 Gütlein mit Wirts- und Bräuhaus).

Neben diesen Anwesen gab es noch 1 Schloss, 1 Ökonomiegut, 1 Schäferhaus, 1 Wohnhaus, 1 Bräuhaus, 1 Pfarrkirche, 1 Pfarrhof, 1 Schulhaus und 1 Gemeindehaus.
Mit dem Gemeindeedikt wurde 1808 der Steuerdistrikt Weißenbrunn gebildet, zu dem Bieber, Böhlbach, Flöhberg, Grün, Hohenwart, Holzhaus, Plösenthal, Rangen, Rucksgaße, Rucksmühle, Schleyreuth, Schlottermühle und Sorg gehörten. 1818 entstand die Ruralgemeinde Weißenbrunn, die deckungsgleich mit dem Steuerdistrikt war. Sie war in Verwaltung und Gerichtsbarkeit dem Landgericht Kronach zugeordnet und in der Finanzverwaltung dem Rentamt Kronach (1919 in Finanzamt Kronach umbenannt). In der freiwilligen Gerichtsbarkeit unterstanden einige Anwesen bis 1848 dem Patrimonialgericht Weißenbrunn oder dem Patrimonialgericht Ebneth. Ab 1862 gehörte Weißenbrunn zum Bezirksamt Kronach (1939 in Landkreis Kronach umbenannt). Die Gerichtsbarkeit blieb beim Landgericht Kronach (1879 in das Amtsgericht Kronach umgewandelt). Die Gemeinde hatte ursprünglich eine Fläche von 10,473 km².

### Eingemeindungen
Am 1. April 1971 wurde im Zuge der Gebietsreform in Bayern die Gemeinde Reuth eingegliedert. Am 1. Juli 1971 kam Eichenbühl hinzu. Thonberg folgte am 1. Januar 1972, Hummendorf am 1. Juli 1972. Gössersdorf gehört seit dem 1. Juli 1976 zu Weißenbrunn. Schließlich kam am 1. Januar 1978 Wildenberg hinzu.

### Einwohnerentwicklung
Gemeinde Weißenbrunn
| Jahr      | 1840   | 1852   | 1855   | 1861   | 1867   | 1871   | 1875   | 1880   | 1885   | 1890   | 1895   | 1900   | 1905   | 1910   | 1919   | 1925   | 1933   | 1939   | 1946   | 1950   | 1952   | 1961  | 1970   | 1987   | 1995 | 2005 | 2010   | 2017   |
| Einwohner | 783    | 756    | 765    | 766    | 848    | 911    | 987    | 998    | 969    | 937    | 875    | 880    | 889    | 918    | 943    | 1006   | 1091   | 1073   | 1564   | 1597   | 1601   | 1626  | 1545   | 3084   | 3228 | 3106 | 3011   | 2886   |
| Häuser    |        |        |        |        |        | 138    |        |        | 159    | 138    |        | 144    |        |        |        | 158    |        |        |        | 205    |        | 272   |        | 830    |      |      |        | 964    |
| Quelle    | [ 13 ] | [ 13 ] | [ 13 ] | [ 14 ] | [ 15 ] | [ 16 ] | [ 17 ] | [ 18 ] | [ 19 ] | [ 20 ] | [ 13 ] | [ 21 ] | [ 13 ] | [ 22 ] | [ 13 ] | [ 23 ] | [ 13 ] | [ 13 ] | [ 13 ] | [ 24 ] | [ 13 ] | [ 9 ] | [ 25 ] | [ 26 ] |      |      | [ 27 ] | [ 27 ] |

Ort Weißenbrunn
| Jahr      | 001818 | 001861 | 001871 | 001885 | 001900 | 001925 | 001950 | 001961 | 001970 | 001987 |
| Einwohner | 320    | 410    | 554    | 587    | 525    | 640    | 1152   | 1160   | 1078   | 1286 * |
| Häuser    | 64     |        |        | 105    | 83     | 96     | 140    | 190    |        | 344 *  |
| Quelle    | [ 8 ]  | [ 14 ] | [ 16 ] | [ 19 ] | [ 21 ] | [ 23 ] | [ 24 ] | [ 9 ]  | [ 25 ] | [ 26 ] |

## Politik

### Gemeinderat
Die Kommunalwahlen 2002, 2008, 2014 und 2020 führten zu folgenden Sitzverteilungen im Gemeinderat:
|              | 2002 | 2008 | 2014 | 2020 |
| ------------ | ---- | ---- | ---- | ---- |
| CSU          | 05   | 05   | 05   | 04   |
| SPD          | 06   | 06   | 06   | 06   |
| Freie Wähler | 05   | 05   | 05   | 04   |
| Gesamt       | 16   | 16   | 16   | 14   |

### Bürgermeister
Am 3. März 2002 wurde Egon Herrmann (SPD) mit 53,70 Prozent der gültigen Stimmen zum Ersten Bürgermeister der Gemeinde Weißenbrunn gewählt. Er wurde am 2. März 2008 mit 89,49 Prozent ohne Gegenkandidaten wiedergewählt. Sein Nachfolger Jörg Neubauer (SPD) wurde am 29. März 2020 in der Stichwahl gewählt und trat am 14. Mai 2020 das Amt an.

### Wappen und Flagge
Wappen
| Wappen der Gemeinde Weißenbrunn | Blasonierung: „Gespalten von Silber und Rot; vorne nebeneinander ein aufrecht stehender grüner Hopfenzweig und eine grüne Ähre; hinten eine nackte silberne Nixe mit blauem Schuppenschwanz, den sie mit der Linken hält.“ |
| Wappen der Gemeinde Weißenbrunn | Wappenbegründung: Die Nixe ist das Wahrzeichen des Ortes und ziert seit 1715 den Dorfbrunnen. Der damalige Ortsherr Ulrich von Redwitz hatte die Brunnenfigur gestiftet. Die Herren von Redwitz waren von 1350 bis Anfang des 19. Jahrhunderts mit einer kurzen Unterbrechung von 1622 bis 1685 im Besitz des Rittergutes Weißenbrunn. Die Farben Rot, Blau und Silber sind die Farben ihres Wappens. Hopfen und Ähre weisen auf das über 480 Jahre alte und immer noch praktizierte Braugewerbe in der Gemeinde hin. Die Gemeinde Weißenbrunn wurde durch Schreiben der Regierung von Oberfranken vom 22. Februar 1957 die Genehmigung zur Führung dieses Wappen erteilt. |

Flagge
Die Gemeindeflagge ist grün-weiß-rot.

## Religion
Bis auf Gössersdorf, das zur evangelischen Pfarrei Kirchleus gehört, und Hummendorf, das damals zur Pfarrei Küps gehörte, sind die übrigen Orte schon seit vorreformatorischer Zeit kirchlich der Pfarrei Weißenbrunn (seit 1557 evangelisch-lutherisch) zugeordnet. Nach dem Zweiten Weltkrieg richteten sich die katholischen Neubürger 1946 einen Betsaal im Saal der Gastwirtschaft Paradies ein. In Thonberg wurde 1948 eine katholische Kirche gebaut, die heute von den Katholiken des Gemeindegebietes besucht wird. Die Kirche ist eine Filiale der katholischen Pfarrei Küps.

## Verkehr
Über Fernstraßen bestehen Anfahrtsmöglichkeiten aus Richtung Nürnberg (A 9 oder B 173), Berlin (A 9), Chemnitz (A 72), Erfurt (erst A 4, dann B 85 oder A 9) und Dresden (A 4, dann A 72). Aus Richtung Kronach (6 km) oder Kulmbach (15 km) gelangt man dann über die B 85 nach Weißenbrunn. Weißenbrunn liegt an der 1995 stillgelegten Bahnstrecke Neuses–Weißenbrunn, auf der hauptsächlich Güterzüge verkehrten. Von 1947 bis 1954 gab es auch Personenzugverkehr, eine Fahrt nach Kronach dauerte 30 Minuten.
Die Bundesstraße 85 führt nach Thonberg (1,9 km nordwestlich) bzw. nach Kirchleus (4,4 km südöstlich). Gemeindeverbindungsstraßen führen nach Wildenberg (2,3 km südwestlich), über die Schlottermühle nach Grün (2,6 km südlich) und zu einer Gemeindeverbindungsstraße (1,6 km westlich) zwischen Reuth im Norden und Eichenbühl im Südwesten.

## Persönlichkeiten
- Theodor Heublein (1888–1983), Politiker, Landrat